# Langstreckenlauf
Langstrecken sind in der Leichtathletik die Laufstrecken über Distanzen länger als eine englische Meile (1609,344 m).

## Disziplinen und Distanzen
Man unterscheidet:
- Bahnläufe, von denen die wichtigsten Distanzen die bei Olympischen Spielen und internationalen Meisterschaften ausgetragenen 5000 und 10.000 Meter sind
- Hindernisläufe (mit 3000 Meter als Standarddistanz)
- Straßenläufe mit dem Marathonlauf als olympische Disziplin

Der Leichtathletikweltverband World Athletics (bis 2019: IAAF) führt außer über die bereits genannten Distanzen Rekordlisten über folgende Strecken:
- Bahnlauf: 2000 m, 3000 m, 20.000 m, 25.000 m, 30.000 m und Stundenlauf
- Straßenlauf: 10 km, 15 km, 20 km, Halbmarathon (21,097 km), 25 km, 30 km und 100 km

Der Deutsche Leichtathletik-Verband veranstaltet deutsche Meisterschaftswettbewerbe über folgende Strecken:
- Bahn: 5000 m, 10.000 m sowie 3000 m in der Halle
- Straßenlauf: 10 km, Halbmarathon, Marathon und 100 km

Am 16. Februar 2018 beschloss der DLV-Verbandsrat auf seiner Sitzung in Bochum einige Änderungen in den DLV-Ordnungen. Ab 1. April 2018 sind:
- in Anpassung an eine IAAF-Vorgabe der 5-Kilometer-Straßenlauf in das offizielle Wettkampfprogramm der Männer und Frauen aufgenommen.
- auf Grund der Aufnahme von Ultralaufdistanzen ins Wettkampfprogramm der Männer/Frauen der 50-Kilometer-Lauf, der 6-Stunden- und der 24-Stunden-Lauf Meisterschaftsdisziplinen, wobei die Deutschen Meisterschaften durch die Deutsche Ultramarathon-Vereinigung (DUV) ausgerichtet werden.

Hinzu kommen noch die Crossläufe und der Berglauf.
Weitere beliebte Distanzen im Straßenlauf sind 5 Meilen (bzw. 8 km) und 10 Meilen (= 16,093 km).
Ebenfalls zum Langstreckenlauf gehören Querfeldein- oder Crossläufe, die von 1912 bis 1924 olympische Disziplin waren und dies als Teildisziplin des Modernen Fünfkampfs bis heute noch sind. Eine weitere ehemalige olympische Disziplin war der 3000-Meter-Mannschaftslauf.
Darüber hinaus gibt es auch Langstrecken-Staffelläufe wie den aus Japan stammenden Ekiden.

## Training
Das Training im Langstreckenlauf ist kulturspezifisch und richtet sich nach den Strecken, die gelaufen werden sollen. Wenigstens einmal in der Woche soll dabei eine Strecke gelaufen werden, die von ähnlicher Länge wie die Zielstrecke ist, um den Stoffwechsel an die entsprechende Belastung zu gewöhnen.

## Individuelles Laufen
Außerhalb von Wettbewerben gibt es Menschen, die aus verschiedenen Beweggründen lange Strecken laufen.
Als eine Art Staffellauf wird das olympische Feuer über große Distanzen durch Läufer transportiert.